# Bonifaci del Vasto
Bonifaci del Vasto (Savona, 1060 - 1125) fou marquès de Savona i de la Ligúria Occidental, territori històricament coneguda com a marquesat del Vasto (tot i que és un nom convencional que de fet mai va existir sota aquest nom). Pertanyia a la dinastia dels Aleramici. Bonifaci era fill del marquès Teutó de Savona i de la seva esposa Berta, filla d'Ulric Manfred II, marquès de Torí i Susa, i de Berta d'Este.

## Govern
Bonifaci mai va utilitzar el cognom Del Vasto amb el que fou designat pels historiadors molt de temps després de la seva mort per manca d'un altre nom per a designar el conjunt del seu domini. Alguns documents indiquen que el nom es va aplicar durant segles a la Montenotte, la zona muntanyosa de l'interior de Savona.
Quan va morir la seva tia materna Adelaida de Susa, amb la que va acabar la dinastia de marquesos Arduinici descendents d'Arduí Glaber (Arduí el Calb), Bonifaci va procurar estendre el seu domini als territoris que abans havien estat part de la marca de Torí. Però aquestos territoris li foren disputats per un altre pretendent: Humbert II de Savoia. Bonifaci es va aliar amb alguns rics propietaris i terratinents i amb el bisbe de Torí, i amb el seu suport va poder fer una impressionant extensió de territoris cap a l'oest de Ligúria i el sud del Piemont entre finals del segle xii i començament del segle xiii.

## Repartiment de les seves possessions. Descendència
Bonifaci del Vasto tenia dos germans (més grans?): Anselm IV i Manfred que havien mort vers 1079 o 1080 1080; Anselm IV s'havia casat, o almenys s'havia fet la promesa de contracte formal (esposalles en italià desponsata) amb l'última descendent dels marquesos de Sezzadio. Immediatament després de la mort del seu germà, Bonifaci sembla que es va casar al seu torn amb ella, tot i l'oposició del papa Gregori VII, que va considerar "incestuós" el matrimoni. D'aquest enllaç van néixer Bonifaci, fundador del marquesat d'Incisa, i una filla, promesa del rei Lluís VI de França. El matrimoni de Bonifaci va acabar sent declarat il·legal pel papa i el casament de la filla amb el rei francès se'n va anar en orris. Bonifaci el Jove, dit Bonifaci Major, l'únic fill mascle d'aquest matrimoni, no va poder participar en l'herència de Bonifaci del Vasto (del segon matrimoni, però primer vàlid), bé per la seva condició de bord o més probablement per haver estat desheretat pel pare a causa d'un conflicte entre ambdós (1125) doncs al testament recorda "che il figlio lo avrebbe imprigionato e consegnato a suoi "mortali nemici" ("Que el fill l'havia empresonat i entregat al seu mortal enemic"). Bonifaci va anar a la Pulla amb Roger II de Sicília que el va fer comte de Gravina, i desapareix després de 1144 deixant dos fills: Albert, comte de Gravina testimoniat el 1157 i Manfred, senyor de Policoro. Albert va reaparèixer el 1161 a Gènova, on va adquirir Cerreto i altres terrenys propers a Incisa, la qual fou triada com el lloc de residència per la seva ubicació estratègica. Incisa i altres castells del voltant (Bergamasco, Carentino, Castelnuovo Belbo, Vaglio Serra, Betonia i Cerreto) potser eren un llegat de la seva àvia materna, l'última hereva del Marquesat de Sezzadio també dels aleramici. Albert es va casar amb l'enèrgica Domicella o Domitila d'Incisa, probablement filla de Bernard della Rocchetta, que li va aportar en dot els castells de Rocchetta i Montaldo, i va agafar el títol de marquès, originant la branca del marquesat d'Incisa.
Bonifaci es va casar en segones noces el 1099 amb Agnès de Vermandois, filla d'Hug de Vermandois que era germà del rei Lluís VI de França; cal tenir en compte que Hug havia dirigit el contingent francès a la Primera Croada just l'any anterior i va ser durant la Croada el 1098 que Humbert de Mauriena va signar un acord amb la ciutat d'Asti per dividir-se els dominis d'origen arduínic de Bonifaci; hi ha la sospita que Bonifaci va estar a Palestina, encara que no hi ha proves documentals.
Agnès va donar a Bonifaci set fills, que van donar lloc a diferents línies dinàstiques: 
- Manfred, origen dels marqueos de Saluzzo o Saluças;
- Guillem, qui va originar el marquesat de Busca i segons alguns autors la família de Lanza
- Hug de Clavesana, marquès de Clavesana que va morir sense fills heretant el seu domini el seu germà Anselm.
- Anselm, origen dels marquesos de Ceva i la segona branca dels marquesos de Clavesana;
- Enric, origen dels marquesos Del Carretto de Savona;
- Odó Boveri, marquès o comte o marquès de Loreto, que després d'alguns anys va vendre part del seu patrimoni a Asti, i la resta (dividit en 16 parts) va ser heretat de les altres branques dels Marquesos del Vasto.
- Bonifaci el Menor, bisbe i marquès de Cortemilia.

També va tenir una filla, Sibil·la, que es va casar amb Guillem VI de Montpeller.
Adelàsia o Adelaida del Vasto, a vegades citada com a filla, sembla que era neboda, potser filla del germà Manfred. Adelàsia es va casar amb Roger I de Sicília, i fou la mare de Roger II de Sicília. En segones noces es va casar amb Balduí de Boulogne (un príncep del comtat de Boulogne que del 1098 al 1100 fou Balduí I d'Edessa, comte d'Edessa) que el 1100 havia estat proclamat rei de Jerusalem com a Balduí I de Jerusalem, i va ser reina consort de Jerusalem.